# My People Were Fair and Had Sky in Their Hair... but Now They're Content to Wear Stars on Their Brows
My People Were Fair and had Sky in Their Hair...but Now They're Content to Wear Stars on Their Brows este albumul de debut al trupei britanice de rock Tyrannosaurus Rex, lansat în 1968. Formația era alcătuită din Marc Bolan la voce și chitare și Steve Peregrin Took la voce de fundal, baterie și percuție. Pe album apare și disc jockey-ul John Peel care recită niște versuri pe ultima piesă a LP-ului. 

## Tracklist
1. "Hot Rod Mama" (3:09)
2. "Scenescof" (1:41)
3. "Child Star" (2:52)
4. "Strange Orchestras" (1:47)
5. "Chateau in Virginia Waters" (2:38)
6. "Dwarfish Trumpet Blues" (2:47)
7. "Mustang Ford" (2:56)
8. "Afghan Woman" (1:59)
9. "Knight" (2:38)
10. "Graceful Fat Sheba" (1:28)
11. "Weilder of Words" (3:19)
12. "Frowning Atahuallpa (My Inca Love)" (5:55)

- Toate cântecele au fost scrise de Marc Bolan.

## Componență
- Marc Bolan - voce, chitare
- Steve Peregrin Took - voce de fundal, baterie, percuție